# Krempna (gmina)
Krempna – gmina wiejska w województwie podkarpackim, w powiecie jasielskim. W latach 1975–1998 gmina położona była w województwie krośnieńskim.
Siedziba gminy to Krempna.
Według danych z 30 czerwca 2004 gminę zamieszkiwało 1976 osób.

## Struktura powierzchni
Według danych z roku 2002 gmina Krempna ma obszar 203,58 km², w tym:
- użytki rolne: 25%
- użytki leśne: 72%

Gmina stanowi 24,52% powierzchni powiatu.

## Demografia
Dane z 31.12.2017 roku
| Opis                              | Ogółem | Ogółem | Kobiety | Kobiety | Mężczyźni | Mężczyźni |
| --------------------------------- | ------ | ------ | ------- | ------- | --------- | --------- |
| jednostka                         | osób   | %      | osób    | %       | osób      | %         |
| populacja                         | 1 887  | 100    | 893     | 47,3    | 994       | 52,7      |
| gęstość zaludnienia (mieszk./km²) | 9      | 9      | 4       | 4       | 5         | 5         |

## Sołectwa
Grab, Kotań, Krempna, Myscowa, Ożenna, Polany, Świątkowa Mała, Świątkowa Wielka, Wyszowatka oraz Osiedle Wrzosowa Polana.
Pozostałe miejscowości podstawowe: Huta Polańska, Rozstajne, Świerzowa Ruska, Żydowskie. 

## Sąsiednie gminy
Dukla, Nowy Żmigród, Osiek Jasielski, Dębowiec, Sękowa. Gmina graniczy ze Słowacją.